# Uroleucon cameronense
Uroleucon cameronense är en insektsart. Uroleucon cameronense ingår i släktet Uroleucon och familjen långrörsbladlöss. Inga underarter finns listade i Catalogue of Life.